# Nesocharis shelleyi
El olivino carinegro (Nesocharis shelleyi) es una especie de ave paseriforme de la familia Estrildidae endémica de la región del golfo de Guinea. 
Se puede encontrar en las montañas aledañas al golfo de Guinea y la isla de Bioko, distribuido por Camerún, Nigeria y Guinea Ecuatorial. Se estima que su área de distribución alcanza los 55.000 km². 